# Ligne 250 (Infrabel)

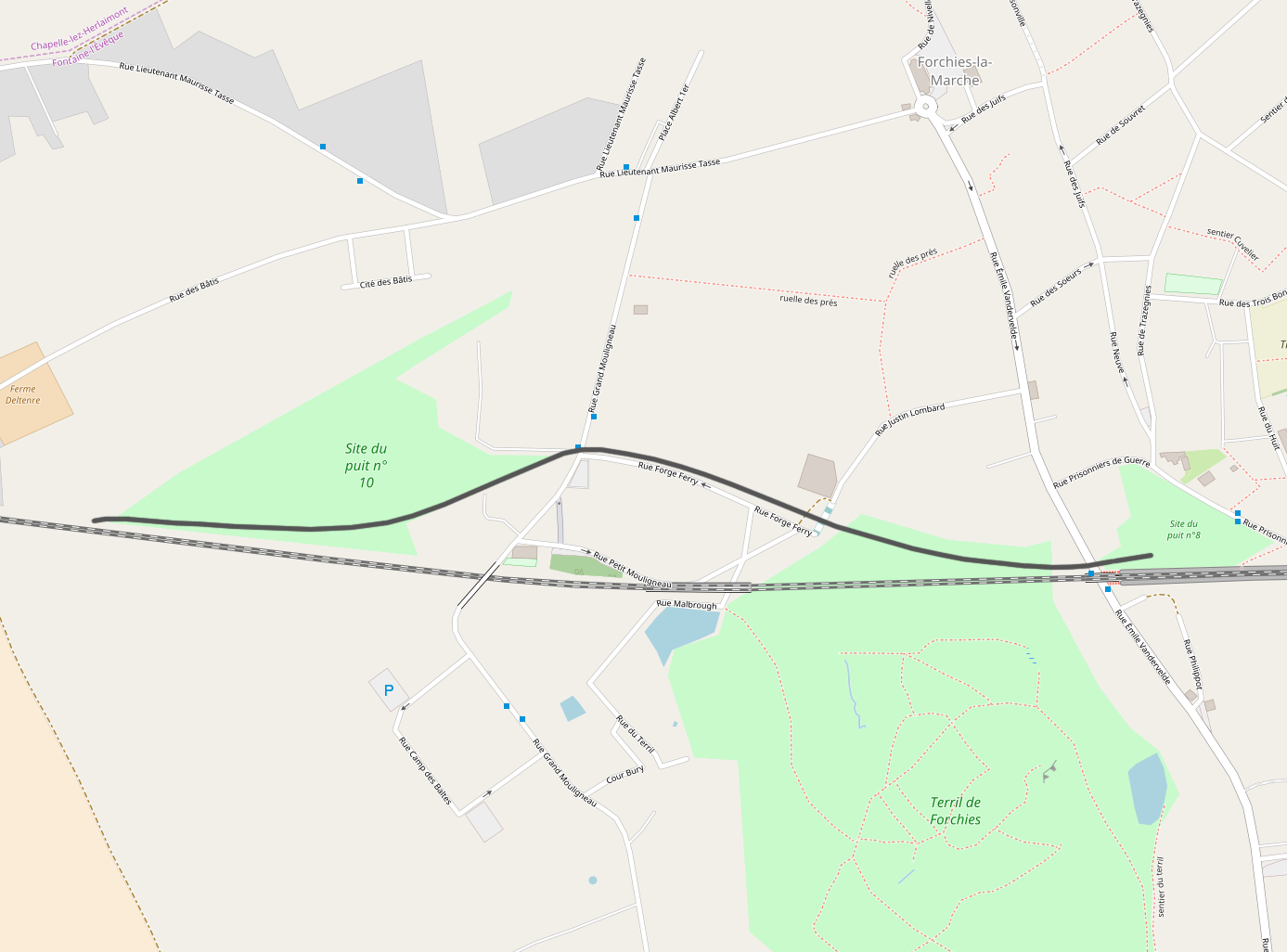
Plan de la ligne

La ligne 250 était une ligne ferroviaire industrielle belge située à Forchies-la-Marche (Chapelle-lez-Herlaimont),.